# Мислав Колакушич
Мислав Колакушич (хорв. Mislav Kolakušić; нар. 15 вересня 1969, Загреб) — хорватський правник, політик, суддя Загребського господарського суду, депутат Європарламенту 9-го скликання.

## Життєпис
Народився в Загребі — тодішній столиці Соціалістичної Республіки Хорватії, де закінчив початкову і середню школу. 1997 року здобув вищу освіту на юридичному факультеті Загребського університету. 2000 р. склав іспит на право займатися приватною юридичною практикою.
З 1998 по 2000 р. працював судовим стажистом у господарському суді в Загребі та у Загребських муніципальному й окружному судах. У 2001—2005 рр. працював у відділі праці та фінансів Адміністративного суду Республіки Хорватія, а з 2005 по 2011 р. — старшим радником того самого суду. З 2011 р. був суддею Загребського господарського суду.
З 2005 по 2011 р. працював також посередником із трудових відносин Вищого адміністративного суду Республіки Хорватія, а з 2009 по 2011 р. — і речником цього суду. У 2006—2011 рр. обіймав посаду голови Асоціації хорватських судових радників і стажистів. У 2017 р. був кандидатом у судді Конституційного суду Хорватії, але його не обрали.
На виборах до Європейського парламенту у травні 2019 р. зареєстрував виборчий список свого імені, а виборчу кампанію побудував на гаслах боротьби з корупцією. У ході голосування його список набрав 7,9% голосів, що дозволило його лідерові вибороти мандат депутата Європарламенту 9-го скликання. Під кінець цієї виборчої кампанії подав у відставку з посади судді.
Він — член комітету Європарламенту з питань бюджету та комітету Європарламенту з правових питань, а також заступник члена комітету Європарламенту з питань громадянських свобод, правосуддя і внутрішніх справ.
29 травня 2019, через день після хорватських виборів у Європейський парламент, оголосив, що балотуватиметься на президентських виборах у Хорватії. На 29 листопада зібрав близько 15 000 підписів, які подав того дня у Державну виборчу комісію. У першому турі цих виборів у грудні 2019 р. посів 4-те місце з результатом 5,95% голосів.